# Chêne-Pâquier
Chêne-Pâquier ist eine politische Gemeinde im Distrikt Jura-Nord vaudois des Kantons Waadt in der Schweiz.

## Geographie

Luftbild (1963)

Chêne-Pâquier liegt auf 662 m ü. M., 10 km östlich der Bezirkshauptstadt Yverdon-les-Bains (Luftlinie). Das Haufendorf erstreckt sich im Molassehügelland des nördlichen Waadtländer Mittellandes, südwestlich des tiefen Kerbtals Vallon des Vaux.
Die Fläche des 2,1 km² grossen Gemeindegebiets umfasst einen Abschnitt des Hügellandes zwischen dem Neuenburgersee und dem Broyetal. Der Hauptteil des Gebietes wird von der Hochfläche von Chêne-Pâquier eingenommen, die im Südwesten auf der Flur Les Carralettes mit 725 m ü. M. den höchsten Punkt der Gemeinde erreicht. Im Osten und Norden bildet der Bach Ruisseau des Vaux streckenweise die Grenze. Nördlich von Chêne-Pâquier hat dieser Bach ein tiefes Kerbtal in die Molasseschichten eingeschnitten. Ein kleiner Teil des Gemeindegebietes liegt östlich des Ruisseau des Vaux und umfasst den Wald Braye (bis 714 m ü. M.). Von der Gemeindefläche entfielen 1997 3 % auf Siedlungen, 25 % auf Wald und Gehölze, 71 % auf Landwirtschaft und rund 1 % war unproduktives Land.
Chêne-Pâquier besteht aus dem Dorf Le Chêne (662 m ü. M.), dem Weiler Le Pâquier (638 m ü. M.) in einer kleinen Mulde des Hochplateaus und einigen Einzelhöfen. Nachbargemeinden von Chêne-Pâquier sind Démoret, Molondin, Chavannes-le-Chêne und Champtauroz.

## Bevölkerung
Mit 176 Einwohnern (Stand 31. Dezember 2023) gehört Chêne-Pâquier zu den kleinsten Gemeinden des Kantons Waadt. Von den Bewohnern sind 94,2 % französischsprachig, 3,9 % deutschsprachig und 1,0 % sprechen Serbokroatisch (Stand 2000). Die Bevölkerungszahl von Chêne-Pâquier belief sich 1850 auf 224 Einwohner, 1900 auf 172 Einwohner. Danach wurde eine starke Abwanderung verzeichnet. Seit 1960 bleibt die Bevölkerungszahl ziemlich stabil bei 110 Einwohnern.

## Wirtschaft
Chêne-Pâquier lebt noch heute hauptsächlich von der Landwirtschaft, insbesondere vom Ackerbau und von der Viehzucht. Ausserhalb des primären Sektors gibt es kaum Arbeitsplätze im Dorf. Einige Erwerbstätige sind auch Wegpendler, die vor allem in Yverdon arbeiten.

## Verkehr
Die Gemeinde liegt abseits grösserer Durchgangsstrassen an einer Verbindungsstrasse von Molondin nach Chavannes-le-Chêne. Durch einen Postautokurs, der vom Bahnhof Yvonand aus die Gemeinden des Hinterlandes bedient, ist Chêne-Pâquier an das Netz des öffentlichen Verkehrs angebunden.

## Geschichte
Die erste urkundliche Erwähnung von Le Chêne erfolgte 1550 unter dem Namen loz Chanoz, das vom altfranzösischen Wort für Eiche abgeleitet ist. Le Pâquier wurde 1462 erstmals als Pascua, 1517 als Pasquier genannt. Dieser Ortsname geht auf das spätlateinische Wort pasquerium (Weideplatz, Weidegebiet) zurück.
Seit dem Mittelalter gehörten Le Chêne und Le Pâquier den Herren von Saint-Martin-du-Chêne, deren Burg und Burgflecken sich auf dem Hügel nordwestlich von Le Pâquier befanden (heute auf dem Gemeindegebiet von Molondin). Mit der Eroberung der Waadt durch Bern im Jahr 1536 kam Chêne-Pâquier unter die Verwaltung der Landvogtei Yverdon. Nach dem Zusammenbruch des Ancien Régime gehörte das Dorf von 1798 bis 1803 während der Helvetik zum Kanton Léman, der anschliessend mit der Inkraftsetzung der Mediationsverfassung im Kanton Waadt aufging. 1798 wurde es dem Bezirk Yverdon zugeteilt.

## Sehenswürdigkeiten
Die reformierte Kirche von Chêne-Pâquier steht im Weiler Le Pâquier. Die Kirche mit ovalem Grundriss und hervorragender Akustik wurde 1667 nach Plänen des Berner Architekten Abraham Dünz erbaut. Sie besitzt ein Renaissanceportal und ist im Innern schlicht gehalten. Die letzte Restauration fand in den Jahren 1963 bis 1973 statt. Im Ort sind Bauernhäuser erhalten, die im Kern auf das 15. und 16. Jahrhundert zurückgehen. Bei Covet befindet sich eine 1733 errichtete Brücke über den Ruisseau des Vaux.